# 林月美
林月美（1994年1月29日—），福建龙岩人，中国国家射击队成员。

## 战绩
2007年，林月美进入龙岩市体校训练。2009年，入选福建省射击队试集训。2013年，正式入选中国国家射击队。2014年9月，她在第51届射击世锦赛女子10米气手枪青年组决赛中以199.8环的成绩获得冠军。2017年2月，获得国际射联世界杯印度站女子10米气手枪项目冠军，并打破世界纪录。2018年，林月美在2018年世界射击锦标赛中获得女子10米气手枪团体赛与女子25米手枪团体赛两项团体冠军。2018年8月，在第18届亚洲运动会女子25米手枪决赛中，林月美获得第四。2019年10月，在第七届世界军人运动会上，林月美获得女子25米手枪军事速射个人赛铜牌，并与队友张梦圆、熊亚瑄合力打出1742环，代表中国队获得女子25米手枪团体冠军。
2021年7月，林月美入选2020年夏季奥林匹克运动会中国代表团。7月29日，在东京奥运会射击女子10米气手枪项目上，林月美以176.6环的成绩夺得第五名。